# Fester Funkdienst über Satelliten

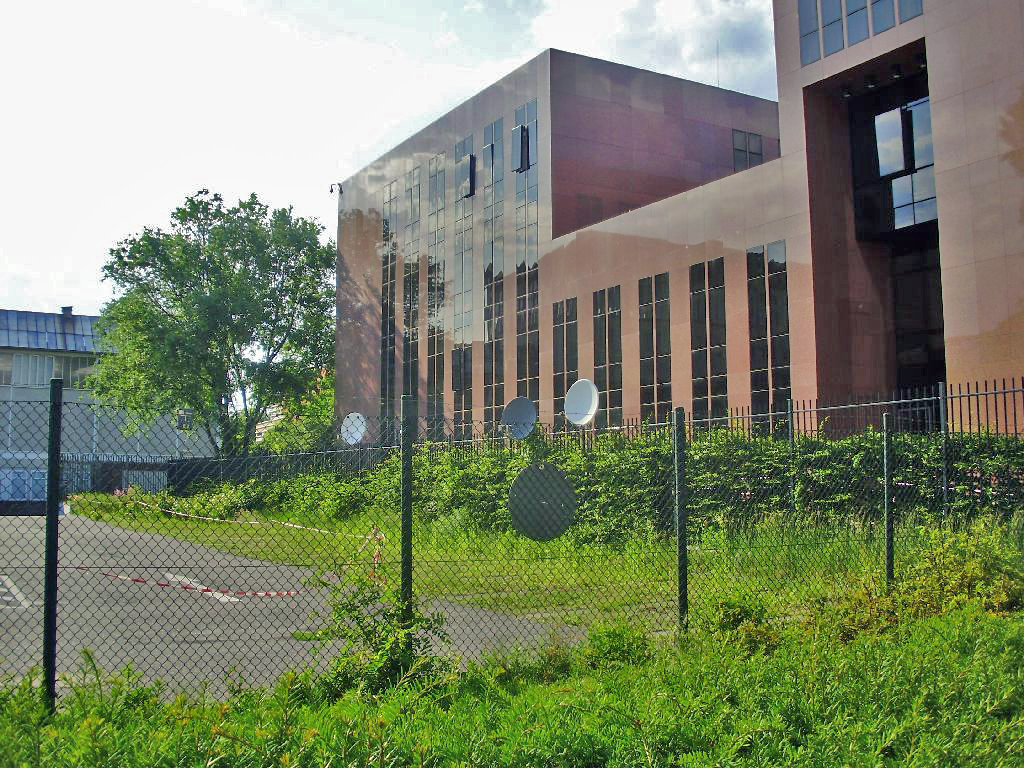
Satellitenantennen an der Ägyptischen Botschaft Berlin (2009)

Der Feste Funkdienst über Satelliten (englisch fixed-satellite service) ist entsprechend der Definition der Internationalen Fernmeldeunion ein Funkdienst zwischen Erdfunkstellen an bestimmten Standorten, wenn ein oder mehrere Satelliten benutzt werden.
Der bestimmte Standort kann ein genau bezeichneter fester Punkt oder irgendein fester Punkt innerhalb genau bezeichneter Gebiete sein. In bestimmten Fällen umfasst dieser Funkdienst Funkverbindungen zwischen Satelliten, wobei diese Funkverbindungen auch im Intersatellitenfunkdienst betrieben werden können. Der Feste Funkdienst über Satelliten kann auch Speiseverbindungen über andere Weltraumfunkdienste umfassen.
Die VO Funk kategorisiert diesen Funkdienst wie folgt: 

- Fester Funkdienst (Artikel 1.20)
  - Fester Funkdienst über Satelliten
  - Weltraumfernwirkfunkdienst (Artikel 1.23)
  - Erderkundungsfunkdienst über Satelliten (Artikel 1.51)